# Markus Zink

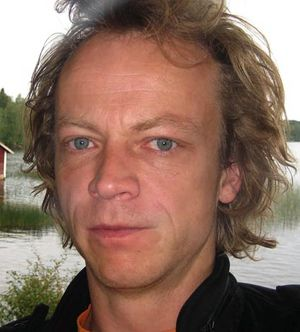
Markus Zink

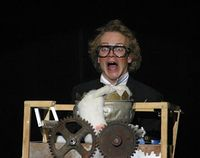
Schrott von und mit Zink

Markus Zink auf der Titelseite der „MW“

Markus Zink (* 22. Juli 1970) ist ein deutscher Zauberkünstler.

## Leben und Wirken
Im Alter von 9 Jahren wurde sein Interesse an der Zauberkunst geweckt. Nach dem Abitur widmete er sich eine Zeitlang der Straßenzauberei, inspiriert durch das Buch „Taschenspielertricks“. Nach einem abgeschlossenen Pädagogik-Studium und 15 Monaten Schuldienst erwählte er die Zauberkunst zu seinem Beruf, wobei er nach eigenen Aussagen durch Künstler wie Salvador Dalí, Jean Tinguely und Joseph Beuys angeregt wurde.
Durch „17 skurrile Mirakel, 59 schrille Effekte, 79 Tonnen Schrott, 46 Kilo Konfetti“ stellte er eine für die Zauberkunst neuartige Show zusammen, die er „Schrott“ nennt. Er setzt dazu selbst entwickelte „Maschinen“ ein und findet einen eigenen Stil in der Zauberkunst. Für das Hamburger Schauspielhaus entwickelte er sämtliche Zauberkunststücke für das Theater-Zauber-Stück Konfetti, das von mehreren anderen deutschen Theatern gespielt wurde sowie in elf weiteren Ländern.
Der Südkurier beschrieb Zinks Aufführung von Schrott als „eine Mischung aus David Copperfield und Klaus Kinski, Zauberkunst einmal anders“.
Zusammen mit der schwedischen Künstlerin Malin Nielson hat er als zweite abendfüllende Show das Programm POP auf die Bühne gebracht. In ihm werden Werke der Pop-Art mit Hilfe der Zauberkunst neu interpretiert.
Für die deutsche Zauberzeitschrift Magische Welt hat er eine Reihe von Artikel verfasst. 2004 wurde ihm in der Zeitschrift eine Titelgeschichte gewidmet.
Im Jahr 2017 wurde ihm der Hofzinser-Ring verliehen.
Zink lebt in Baienfurt in Oberschwaben.

## Auszeichnungen
- Kleinkunstpreis Baden-Württemberg, 2019[12]